# Rózsa S. Lajos
Rózsa S. Lajos (eredeti neve: Rosenzweig Sámuel; Rózsa Sándor; Ludwig Rozsa) (Körmend, 1877. július 4. – Detroit, USA, 1922. december 26.) magyar operaénekes (bariton).

## Életpályája
Pályafutását a Népszínház énekkarában kezdte, majd operettszerepeket énekelt, illetve Krecsányi Ignác buda-temesvári társulatának tagja volt. 1909-ben a Magyar Állami Operaházban lépett fel, melynek 1910–1920 között tagja volt. 1915-ben Berlinben, 1916-ban Bécsben vendégszerepelt. 1920-ban a New York Metropolitanhoz szerződött, itt a Lohengrinben lépett fel először Jeritza Máriával.
Nem volt egészséges ember. 1897-ben leesett egy létráról és a nyílt sebe, cukorbetegsége miatt sohasem gyógyult meg teljesen, emellett vesebajban is szenvedett. Halálát gyomormérgezés okozta.
Sírja a Woodlawn Cemetery-ben található.

## Családja
Fia, Rózsa Béla (1905–1977)  zongoraművész, zeneszerző, a Tulasi Egyetem tanszékvezetője (1945–1977) és sakkjátékos volt. 

## Operaházi szerepei
- Bizet: Carmen – Escamillo; Sandro
- Verdi: Álarcosbál – Renato/Anckarström gróf
- Verdi: A trubadúr – Luna gróf
- Goldmark Károly: Berlichingen Götz – Weislingen Adalbert
- Erkel Ferenc: Brankovics György – Szerb főúr
- Wagner: Lohengrin – Telramund
- Rékai Nándor: György barát – Dallos diák
- Erkel Ferenc: Bánk bán – Petúr bán
- Halévy: A zsidónő – Ruggiero
- d'Erlanger: Tessza – D'Uberville Alec
- Beethoven: Fidelio – Pizarro
- Puccini: Tosca – Scarpia
- Verdi: Traviata – Giorgio Germont
- Zichy Géza: Nemo/Rodostó – II. Rákóczi Ferenc
- Verdi: Aida – Amonasro
- Ábrányi Emil: Paolo és Francesca – Giancotto
- Puccini: A Nyugat lánya – Jake Wallace
- Mascagni: Parasztbecsület – Alfio
- Leoncavallo: Bajazzók – Tonio
- Offenbach: Hoffmann meséi – Crespel tanácsos
- Verdi: Rigoletto – Rigoletto
- Wagner: Trisztán és Izolda – Kurwenal
- Muszorgszkij: Borisz Godunov – Pimen
- Wagner: A walkür – Wotan
- Goldmark Károly: Sába királynője – Salamon
- Meyerbeer: Dinorah – Hoel
- Wagner: Nürnbergi mesterdalnokok – Hans Sachs
- Verdi: Otello – Jago

## Díjai
- a Vöröskereszt hadiékítményes másodosztályú díszjelvénye (1917)